# Hydrangea macrocarpa
Hydrangea macrocarpa är en hortensiaväxtart som beskrevs av Hand.-mazz. Hydrangea macrocarpa ingår i släktet hortensior, och familjen hortensiaväxter. Inga underarter finns listade i Catalogue of Life.